# Erhard Scarabis
Erhard Scarabis (* 5. März 1909 in Wilmersdorf, Kreis Teltow; † 12. September 1986) war ein deutscher Politiker der FDP.

## Ausbildung und Beruf
Erhard Scarabis besuchte die Volksschule und die Berufsschule. Er war Berufssoldat und absolvierte die Heeresverwaltungsschule München. Danach war er Wehrmachtsbeamter. Nach dem Zweiten Weltkrieg fungierte er als Geschäftsführer im Landesverband der Ostvertriebenen, Kreisvereinigung Paderborn. Scarabis wirkte auch als Beauftragter des Hauptamtes für Soforthilfe. Ab 1948 wurde er als Gemeinde- und Amtsvertreter kommunalpolitisch tätig.

## Politik
Erhard Scarabis war Mitglied der FDP und vom 5. Juli 1950 bis zum 4. Juli 1954 Mitglied des 2. Landtages von Nordrhein-Westfalen, in den er über die Landesliste einzog.